# Universidad de Caxias do Sul
La Universidad de Caxias del Sur (UCS) es una institución de enseñanza superior de la región nordeste del Río Grande del Sur, Brasil. Es la mayor en número de alumnos del estado del Río Grande del Sur. Cuenta con unidades en las ciudades de Caxias do Sul, Bento Gonçalves, Vacaria, Canela, Farroupilha, Guaporé, Nueva Plata, Veranópolis y São Sebastião do Caí, ofertando 84 opciones de cursos, en 9 áreas diferentes del conocimiento. 

## Historia de la Universidad
La implantación de los primeros cursos de educación superior en Caxias del Sur aconteció aún durante la década de 1950, periodo marcado en la historia de Brasil por transformaciones en el campo económico, social y político, decurrentes del proceso de modernización por el cual pasaba el país. La superación de los problemas sociales y del retraso económico y cultural eran algunos de los temas que movilizaban los sectores organizados de la sociedad. En el campo de la educación, la universalización de la instrucción primaria obligatoria, la expansión de la enseñanza secundaria y la política oficial de incentivo a la instalación de escuelas superiores privadas eran algunas de las proposiciones lanzadas por el Estado como forma de insertar la educación en el esfuerzo "desenvolvimentista".
Caxias del Sur era, ya en la década de 1950, la segunda metrópoli del estado y, a ejemplo de los grandes centros urbanos del país, también vivía un periodo de crecimiento económico y modernización. La ciudad se transformaba, la población modernizaba pensamientos y hábitos, nuevas prioridades eran colocadas. Entre las nuevas demandas sociales, estaba la creación de nuevas opciones de enseñanza con la implantación de cursos de educación superior para atender a los jóvenes de la ciudad y de la región. Aún a finales de la década, diversas entidades y personalidades de la comunidad se movilizaban para obtener del gobierno federal la autorización para la instalación de los primeros cursos de educación superior en la ciudad.
En 1956, Don Benedito Zorzi, Obispo de Caxias del Sur, ya defendía la unión de la sociedad en torno a un ideal común: "la creación de facultades que, por su parte, posibilitarían la creación de la Universidad de la Sierra"
Así, la instalación de las primeras facultades en la ciudad resultó de la movilización y del esfuerzo de la sociedad para imponer nuevos niveles para su desarrollo. En el inicio de los años 1960, Caxias del Sur ya contaba con cinco instituciones de enseñanza superior instaladas, que ofertaban cursos como: Ciencias Económicas, Filosofía, Pintura y Música, Enfermería y Derecho, entre otros.
Las primeras Facultades: 
- Facultad de Ciencias Económicas y Facultad de Filosofía, bajo orientación de la Mitra Diocesana;
- Escuela de Enfermería Madre Justina Inês, de la Sociedad Caritativo-Literaria Son José;
- Facultad de Derecho, bajo la dirección de la Sociedad Hospitalar Nuestra Señora de Fátima;
- Escuela de Bellos Artes, conectada al Ayuntamiento Municipal.

Frecuentadas por alumnos de Caxias y de los municipios vecinos, esas facultades fueron los pilares sobre los cuales se erguía la futura Universidad de Caxias del Sur, fruto de la unión de las mantenedoras de las facultades en torno a un ideal común: la creación de una Universidad que, en el entender de sus idealizadores, debería simbolizar la expresión cultural de la región y de su tiempo y mantener fuertes vínculos con su comunidad.
Fundada en 10 de febrero de 1967, la Universidad de Caxias del Sur congregaba las instituciones mantenedoras de las primeras facultades, reunidas bajo la denominación de Asociación Universidad de Caxias del Sur, su institución mantenedora. Se instaló en el edificio del antiguo internado Sacrè Coeur de Marie, en el Barrio Petrópolis, donde actualmente funciona la Reitoria. El campus principal ocupa un área extensa de este barrio y fue construido en moldes modernistas, en la forma de bloques aislados implantados en un inmenso jardín, lo que posibilitó la continua expansión física de la Institución.
En 1974, después de un periodo de crisis financiera e institucional, la Asociación mantenedora fue transformada en Fundación - entidad jurídica de Derecho Privado, sin fines lucrativos - en una configuración institucional que mejor representaba el carácter comunitario y las propuestas de regionalização preconizadas por los fundadores de la Universidad. Participaban de la dirección de la Fundación, los miembros de la antigua Asociación y representantes del Ministerio de la Educación, del gobierno provincial, de los municipios y de entidades de la comunidad.
Entre las décadas de 70 y 90, la Universidad se mantuvo fiel a los ideales de sus fundadores. Practicando una política de acción regional, llevaba su actuación a los diversos municipios de la región, al tiempo que promovía acciones integradas con otras instituciones aisladas de enseñanza superior instaladas en municipios de la región. A finales de los años 1970, alumnos lucharon por la federalização de la Institución, lo que jamás acontecerá.
A partir de 1990, con base en la prerrogativa de la autonomía universitaria, el proceso de regionalização de la universidad tomó un fuerte impulso con la implementación de estrategias de acción que fortalecían su carácter comunitario y regional. Fueron creadas nuevas unidades universitarias en sub-polos regionales y pasaron a integrar la UCS la Fundación Educacional de la Región de los Vinhedos, con sede en Bento Gonçalves y la Asociación Pro-Enseñanza Superior de los Campos de Cima de la Sierra, con sede en Vacaria.
En 1993, el proyecto de regionalização de la UCS, sometido al MEC, tuvo parecer favorable del Consejo Federal de Educación. En el documento oficial, las palabras del relator resumían el sentimiento de todos los que, a través de los años, habían abrazado la causa de la regionalização de la UCS y referendaba un compromiso asumido por los liderazgos que preconizaron una Universidad para la Región. Decía él: "El tiempo enseñó que el somatório de fuerzas es la mejor opción, ahora en forma de Universidad Regional. Se verifica, pues, que la Regionalización, tan soñada y perseguida, llega en la hora correcta; en la madurez plena de las Instituciones participantes; en la jovialidad perenne de los que se lanzan y perseveran en el arte y en la ciencia de promover personas humanas a través de la educación".
En 2010 fue considerada por el Instituto Nacional de Estudios e Investigaciones Educacionales la segunda mejor universidad particular de Brasil , siendo superada solo por la Pontificia Universidad Católica de São Paulo. Hace varios años la institución tiene se destacado como una de las principales universidades privadas de Brasil 
Hoy, la Universidad de Caxias del Sur ya es parte esencial del proyecto de desarrollo regional y búsqueda, a través de la calificación continua y del incentivo a los universitarios, crecer y consolidar su presencia en el panorama universitario nacional e internacional.

## Estructura

### Administración
- Rectorado
- Consejo Universitario

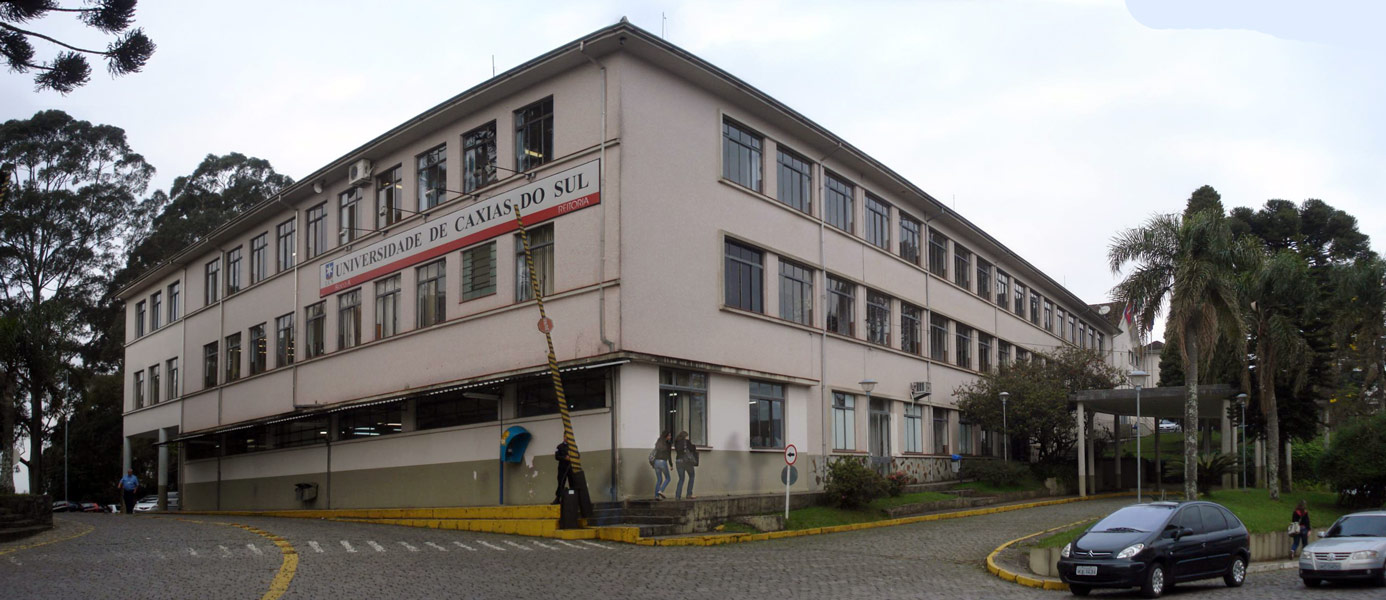
Rectorado de la UCS

- Consejo de Enseñanza, Investigación y Extensión
- Pro-Reitoria Académica
- Pro-Reitoria de Investigación y Post-Graduação
- Pro-Reitoria de Innovación y Desarrollo Tecnológico
- Dirección Administrativa y Financiera

### Órganos Fundamentales
- Centro de Ciencias Exactas y de la Tecnología
- Centro de Ciencias Humanas y de la Educación
- Centro de Ciencias Sociales
- Centro de Ciencias Jurídicas
- Centro de Ciencias Biológicas y de la Salud
- Centro de Artes y Arquitectura

### Campus
- Campus Universitario de la Región de los Vinhedos
- Campus Universitario de Farroupilha
- Campus Universitario de Vacaria
- Campus Universitario Valle del Caí
- Campus Universitario de la Región de las Hortênsias
- Campus Universitario de Guaporé
- Campus Universitario de Nueva Plata

### Órganos Suplementarios
- Biblioteca Céntrica Archivado el 8 de junio de 2016 en Wayback Machine.
- Editora Universitaria
- Ambulatorio Céntrico
- Villa Olímpica

## Cursos de Grado

### Ciudad Universitaria

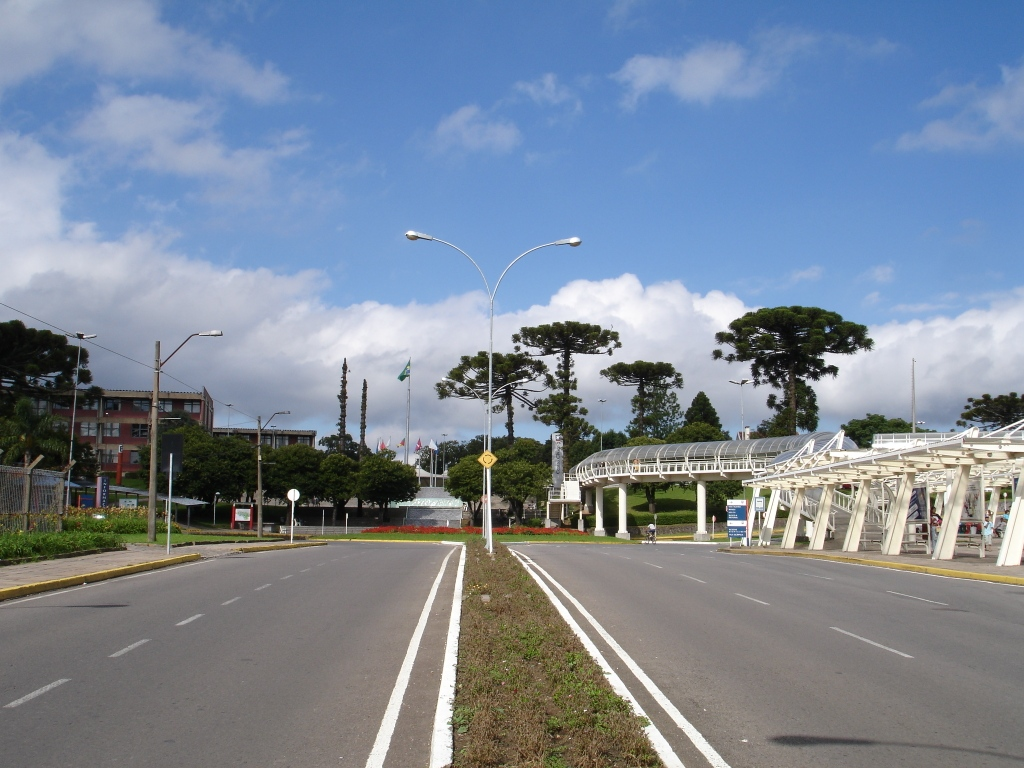
Acceso principal de la Ciudad Universitaria

- Administración de Empresas
- Administración de Empresas - Comercio Exterior
- Agronomía
- Arquitectura y Urbanismo (Campus 8)
- Artes Visuales   (Campus 8)
- Automatización Industrial
- Biblioteconomía
- Ciencia de la Computación
- Ciencias Biológicas
- Ciencias Contables
- Ciencias Económicas
- Comercio Internacional
- Ciencia de la Computación
- Comunicación Social - Periodismo
- Comunicación Social - Publicidad y Propaganda
- Comunicación Social - Relaciones Públicas
- Costes y Cont. Gerencial
- Design    (Campus 8)
- Design de Moda (Campus 8)
- Derecho
- Educación Artística (Campus 8)
- Educación Física
- Electrónica Industrial
- Enfermería
- Ingeniería Ambiental
- Ingeniería Civil
- Ingeniería de Alimentos
- Ingeniería de Automatización
- Ingeniería Automotiva
- Ingeniería de Control y Automatización
- Ingeniería de Materiales
- Ingeniería de Producción
- Ingeniería Eléctrica
- Ingeniería Mecánica
- Ingeniería Química
- Estética y Cosmética
- Farmacia
- Filosofía
- Fisioterapia
- Fotografía
- Gastronomía
- Geografía
- Gestión Comercial
- Gestión de Calidad
- Gestión de Marketing
- Gestión de Micro y Peq. Emp.
- Gestión de Personas
- Gestión de Recursos Humanos
- Gestión de Tecnología de la Información
- Gestión Financiera
- Historia
- Letras
- Letras Español
- Letras Inglés
- Logística
- Marketing
- Matemática
- Medicina
- Medicina Veterinaria
- Música
- Negocios Inmobiliarios
- Nutrición
- Odontología
- Pedagogía
- Polímeros
- Procesos Gestionáis
- Psicología
- Química
- Radiología
- Secretariado
- Servicio Social
- Sistemas de Calidad y Gestión Ambiental
- Sistemas de Información
- Sociología
- Tecnologías Digitales (Campus 8)
- Turismo

### Campus Universitario de la Región de los Vinhedos - Bento Gonçalves
- Administración de Empresas
- Administración de Empresas - Comercio Exterior
- Agronomía
- Arquitectura y Urbanismo
- Ciencia de la Computación
- Ciencias Biológicas
- Ciencias Contables
- Ciencias Económicas
- Comercio Internacional
- Design
- Design de Producto
- Design Gráfico
- Derecho
- Educación Física
- Enfermería
- Ingeniería de Producción
- Ingeniería Eléctrica
- Ingeniería Electrónica
- Ingeniería Mecánica
- Geografía
- Letras
- Pedagogía
- Psicología
- Procesamiento de Datos
- Producción Moveleira
- Servicios Sociales
- Sistemas de Información
- Turismo

### Campus Universitario de Farroupilha
- Administración de Empresas
- Administración de Empresas - Comercio Exterior
- Agronomía
- Ciencias Contables
- Comercio Internacional
- Design
- Desarrollo de Software
- Derecho
- Electrónica Industrial
- Gestión de Recursos Humanos
- Gestión de Materiales y Logística
- Gestión de Personas
- Letras
- Logística
- Negocios Inmobiliarios
- Pedagogía

### Campus Universitario de Vacaria
- Administración de Empresas
- Agronomía
- Ciencias Contables
- Derecho
- Educación Física
- Enfermería
- Filosofía
- Historia
- Letras
- Matemática
- Pedagogía
- Servicios Sociales
- Sistemas de Información

### Campus Universitario Valle del Caí - Son Sebastião del Caí
- Administración de Empresas
- Biblioteconomía
- Ciencias Contables
- Derecho
- Ingeniería de Producción
- Gestión Pública
- Letras
- Matemática
- Gestión Inmobiliaria
- Pedagogía
- Procesos Gestionáis

### Campus Universitario de la Región de las Hortênsias - Canela
- Administración de Empresas
- Análisis de Sistemas
- Ciencias Contables
- Desarrollo de Software
- Derecho
- Eventos
- Gestión de Micro y Peq. Emp.
- Hostelería
- Pedagogía
- Procesos Gestionáis
- Turismo

### Campus Universitario de Guaporé
- Administración de Empresas
- Derecho
- Pedagogía
- Producción Joalheira

### Campus Universitario de Nueva Plata
- Administración de Empresas
- Ciencias Contables
- Derecho
- Enfermería
- Historia
- Letras
- Matemática
- Pedagogía

## Campus Universitario de Caxias del Sur

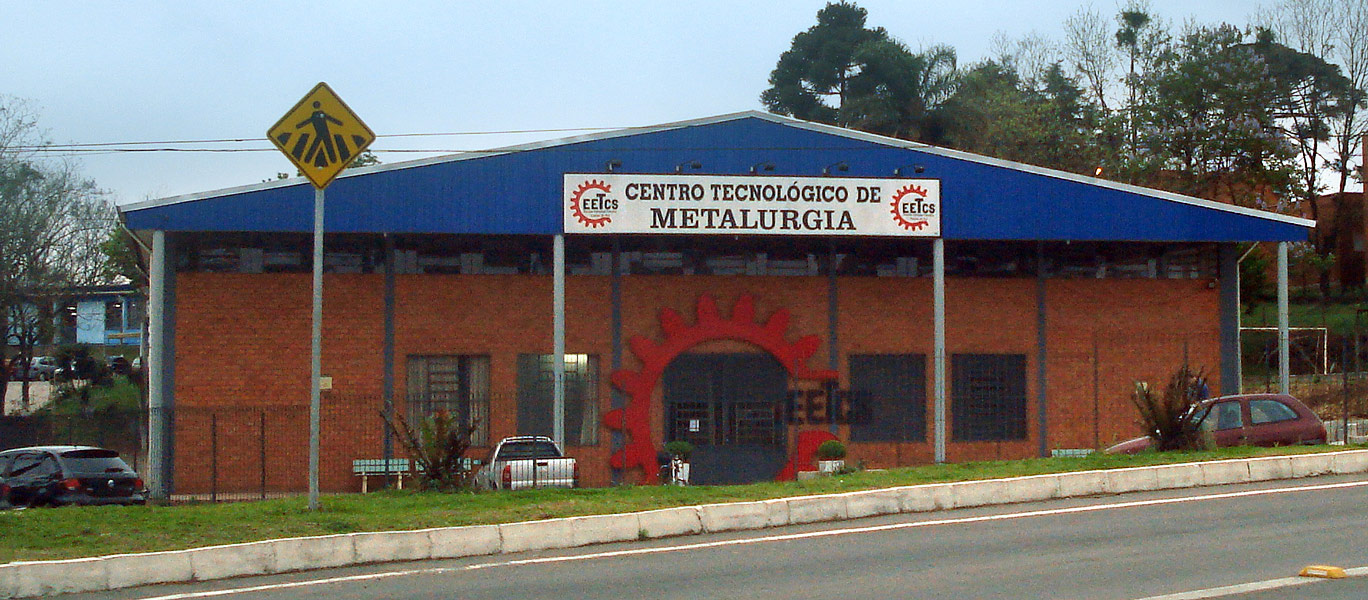
Centro Tecnológico de Metalurgia de la Escuela Técnica Provincial

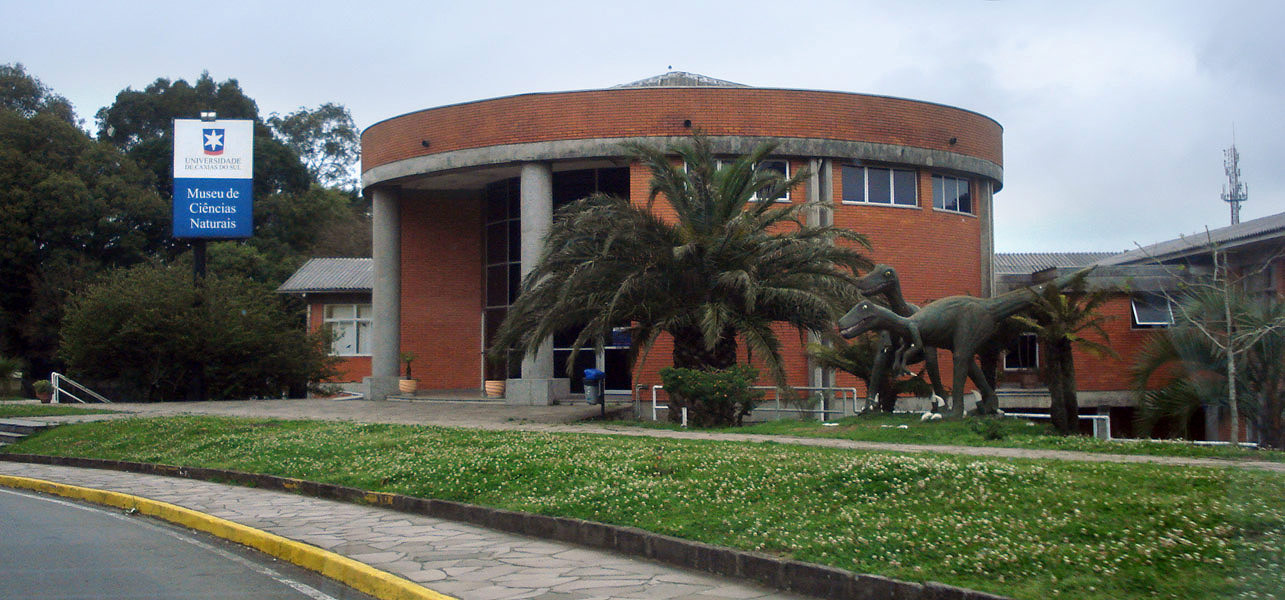
Museo de Ciencias Naturales

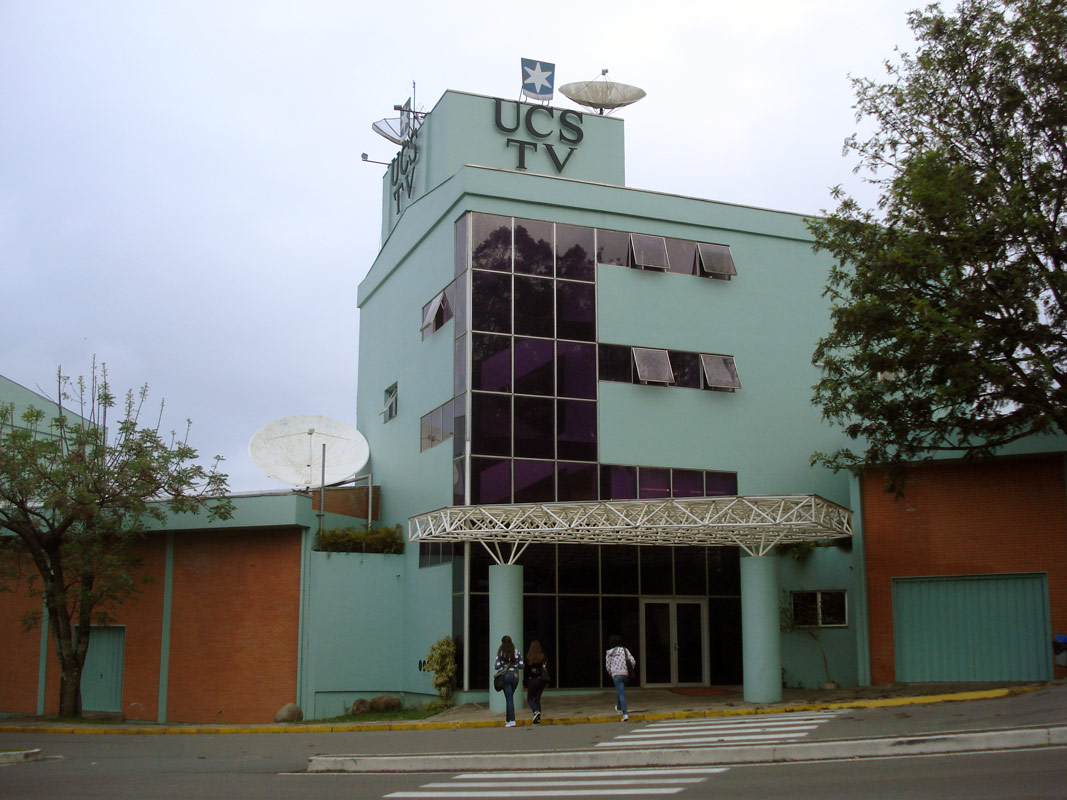
UCS TELE

La sede de la Universidad de Caxias del Sur está localizada en el Campus Universitario de Caxias del Sur, instalado en 1973, en un área de 6,5 mil m², en el Barrio Petrópolis, en una región privilegiada por su geografía y bellezas naturales, donde antes funcionaba el Colegio Sacre Coeur de Marie.
A partir de diciembre de 1974, el Gobierno del Estado donó un área de 25 ha pertenecientes a la Estación Experimental de Vitivinicultura. En la década de 1980, una nueva donación incorporó a la UCS el restante del área de la Estación, quedando la Universidad con un área aproximada de 72 hectáreas.
A partir de la década de 1990, con el proceso de regionalização de la UCS y su consecuente expansión, hubo un crecimiento de la estructura física de la Ciudad Universitaria, con la construcción de nuevos edificios para abrigar salas de clase, laboratorios, unidades de servicios y otras facilidades, objetivando el conforto de todos los frecuentes del Campus.
El crecimiento del Campus-Sede, también denominado Ciudad Universitaria, obedeció a una propuesta de arquitectura, ecológicamente planeada, que buscou crear una atmósfera acogedora, plena de muy verde y mucha luz, propicia para el desarrollo de las relaciones interpessoais. Diversas construcciones antiguas fueron mantenidas y restauradas, creando un espacio donde el moderno y el tradicional conviven en armonía.
Con entrada franca y sistema de seguridad, la Ciudad Universitaria oferta a la población de Caxias y alrededores una completa área de ocio, propicia para la realización de prácticas deportivas y culturales. La Capela Ecuménica, Vila Olímpica, el espacio cultural Nau Capitânia, el Zôo de la UCS y el Museo de Ciencias Naturales son algunos de los espacios responsables por el gran acceso de visitantes a la Ciudad Universitaria durante los finales de semana.
Distribuidos por la Ciudad Universitaria, están también instalados los importantes órganos que apoyan y sostienen la acción de la Universidad en sus diferentes áreas de cualificación, destacándose la Biblioteca Céntrica, el Hospital General, el Ambulatorio Céntrico, el Centro de Teledifusão Educativa, UCS TELE el UCS Teatro, la Casa del Profesor, la Editora de la Universidad, entre otros.
En total, son aproximadamente 100 mil m² de área construida, donde edificações modernas interaccionan con construcciones más antiguas y restauradas, áreas verdes, lagos y bosques de mata nativa, componiendo un espacio capaz de ofertar las condiciones necesarias para la realización de las actividades de enseñanza, investigación y extensión ofertadas por la Universidad.

### Campus 8
Distante del Campus principal, abriga los cursos de Arquitectura y Urbanismo, Design de Moda, Educación Artística, Música, Artes Visuales y Tecnologías Digitales, además de abrigar la Orquesta de la Universidad, lo que le rindió el apellido de "Ciudad de los Artes". 
Localizado en el km 69 de la Carretera RS-122, entre Caxias del Sur y Farroupilha, el Campus 8 es un edificio aislado, construido en medio a una inmensa área verde. El terreno fue adquirido después de varias negociaciones con la familia Michielon, que iniciaron en 1948. Fruto del auge del Modernismo del final de la década de 1950, fue proyectado por la Constructora Niederauer y Marchioro, que lo construyó a partir de 1957. Fue inaugurado en 1961 como Colegio Santa Francisca Xavier Cabrini por la Madre Rita Coppaloni, que hasta entonces dirigía la matriz del colegio en Vila Mariana, en São Paulo.
En la misma época, fue construida la capilla, administrada por las hermanas missionárias del Sagrado Corazón de Jesús (cabrinianas). Impecablemente conservada a pesar del gran intervalo de tiempo en que el complejo quedó abandonado, la estructura simple es valorada por detalles que son verdaderas obras de arte. Los vitrôs con imágenes de santos, idealizados por las propias hermanas, fueron fabricados con materiales importados por una de las empresas más habilitadas de la época, la Casa Genta S.A.
El colegio funcionó hasta 1971, cuando fue cerrado por motivos de orden económica. Después de varias tratativas, primero con el gobierno Federal que pretendía allí instalar un hospital del INSS; después con un grupo hotelero, con el gobierno del Estado que pretendía instalar un Instituto de Educación, y con la propia UCS que llegó a meditar la transferencia total de sus actividades para el local, en 1974 el edificio fue finalmente vendido para un grupo de 16 socios, que allí instalaron una industria metalúrgica, que ocupó el local hasta la década de 1980, cuando se transfirió para Son Bernardo del Campo. El espacio pasó a ser ocupado por la Universidad de Caxias del Sur a partir de 1995.

## UCS Teatro

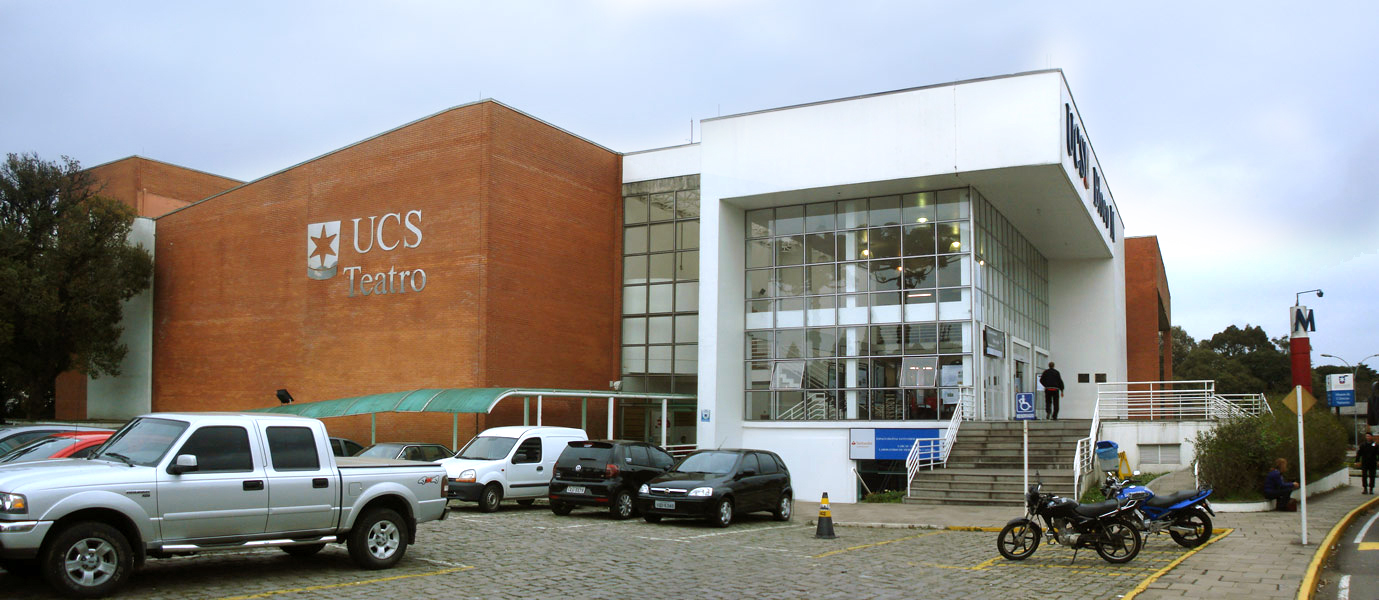
UCS Teatro

Inaugurado en agosto de 2001, con un show de Mercedes Sosa y Fagner, el Teatro de la Universidad de Caxias del Sur, o UCS Teatro, como es más conocido, es un espacio donde conocimiento, arte, cultura y entretenimiento se alternan y se mezclan, ofertando a la comunidad la posibilidad de desarrollar y ampliar lo gusto cultural y estético, a través de espectáculos musicales, shows y piezas teatrales.
Con capacidad para recibir confortablemente 755 personas, el UCS Teatro es un local privilegiado para la realización de grandes eventos académicos, formaturas, charlas y encuentros estudantis.
En su agenda hay siempre un lugar reservado para los ensayos y las presentaciones de la Orquesta Sinfônica de la Universidad de Caxias del Sur, que ya formó un público cautivo y, una vez por mes, presenta un espectáculo con entrada franca, siempre con la participación de invitados.
En el escenario del UCS Teatro, ya se presentaron grandes nombres del escenario artístico nacional e internacional como Fagner, Mercedes Sosa, Ivan Lins, Roberto Carlos, Marina Lima, Nei Matogrosso, Pedro Luiz y la Pared, Frejat y Banda, Ana Carolina, João Bosco, Chico César, Ed Motta, Zeca Baleiro, Chico Anísio, Tom Cavalcanti, Frank Solari, Renato Borghetti, Luiz Marenco, Miguel Proença, Lô Borges, Grupo Madrigal y The Beats. Entre los espectáculos traídos la Caxias del Sur, se puede destacar: Quixote, con Carlos Moreno, Pequeño Diccionario Amoroso, con Cristiana Oliveira y Eri Johnson, Señor Tango, Bailei en la Curva, Donde está usted ahora?, Cosquillas, Tangos y Tragedias, Venecia, Las mentiras que los hombres cuentan y las óperas Madame Butterfly y La Viuda Alegre.

## Villa Olímpica

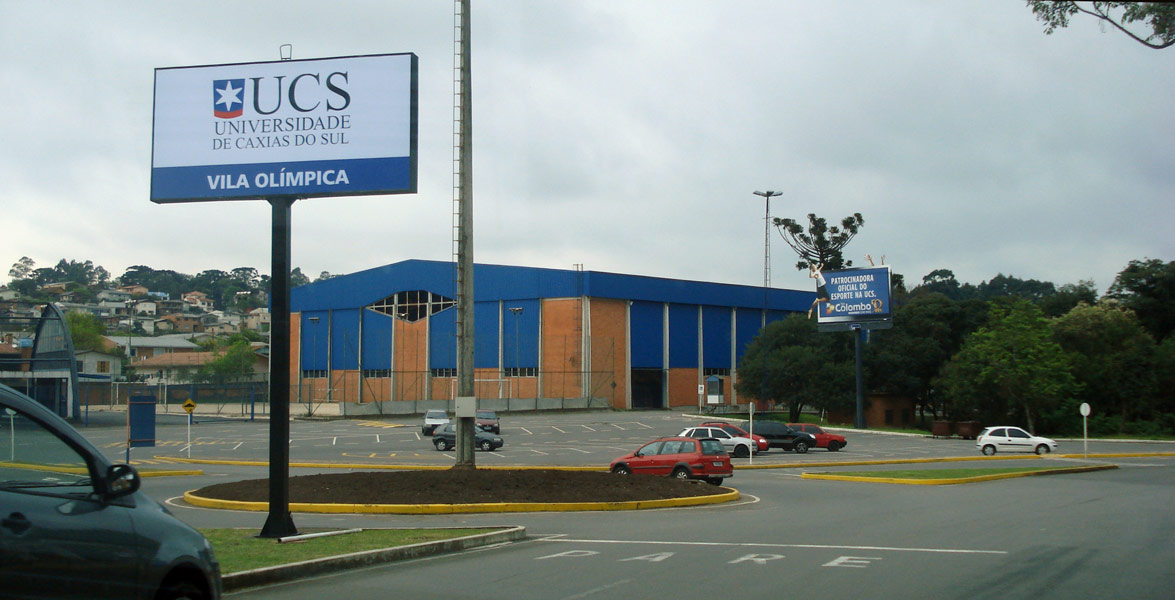
Entrada de Vila Olímpica

A Vila Olímpica es un órgano del Centro de Ciencias Biológicas y de la Salud y tiene como finalidad realizar, estimular y apoyar las actividades de enseñanza, investigación y extensión que envuelven los deportes, en sus diferentes modalidades, y la práctica de actividad física, como promoción de salud y solaz social. ES, así, importante órgano de apoyo a los cursos de la Institución, especialmente a los del área de la Salud, y al Centro Tecnológico Universidad de Caxias del Sur (CETEC). Sus actividades y servicios están disponibles para la comunidad interna y externa.
A Vila reúne un complejo deportivo-educacional, en un área superior a 20 mil m², que incluye salas de clase, laboratorios, tres academias de ginástica (dos en el Ginásio II y una en el Bloque 70), tres ginásios, piscina, manzanas polivalentes, pista de atletismo, manzanas de tenis y paddle, campo de fútbol y manzanas de voleibol y de fútbol de arena.
Contribuyendo para la concretización de la extensión universitaria, Vila Olímpica mantiene diversas escolinhas de iniciación deportiva, y oferta actividades dirigidas en sus academias de ginástica y piscina para el público interno y externo. También apóia, con personal, orientación técnica e infraestructura, los programas de carácter comunitario desarrollados por la UCS, especialmente el Programa Ciudadano del Siglo XXI y la Universidad de la Tercera Edad.
La creación de los cursos de graduação en Fisioterapia y Nutrición, y de Especialización en Medicina del Deporte y del Ejercicio y Ciencias del Deporte y de la Salud, así como la creación, en 2001, del Instituto de Medicina del Deporte y Ciencias Aplicadas al Movimiento Humano, también vinieron a sumarse a las acciones de la Universidad, en el ámbito de la enseñanza, de la investigación y de la extensión, vueltas para los deportes, salud y calidad de vida de la población.
De entre sus actividades, se destacan el Programa UCS Olimpíadas, lanzado por la Universidad en 1997, como parte de las actividades conmemorativas de sus treinta años de fundación, cuya finalidad es estimular la formación de atletas en las modalidad olímpicas, y la asociación con el Instituto de Medicina del Deporte y Ciencias Aplicadas al Movimiento Humano, órgano interdisciplinario que realiza acciones vueltas para el deporte de alto rendimiento.
En 2006, el Programa UCS Olimpíadas pasó a integrar Vila Olímpica, unidad académica con foco en la enseñanza, en la investigación y en la extensión, en el que se refiere al área de los deportes y calidad de vida.
En esencia, el Programa UCS Olimpíadas busca incentivar la formación de atletas en modalidades olímpicas, promoviendo acciones vueltas para: el deporte de formación, el deporte de alto nivel, el deporte universitario, el deporte para atletas portadores de necesidades especiales. Como programa marcadamente extensionista, debe también alimentario, y alimentarse, de las actividades de enseñanza y de investigación desarrolladas por la comunidad académica.

### Modalidades
El Programa abriga actividades en 22 modalidades deportivas, de categorías que van del mirim al adulto, en las cuales están envueltos cerca de 1,4 mil atletas. Las actividades del Programa también se constituyen en campo de estágio para los académicos de graduação y post-graduação.
- Atletismo
- Baloncesto
- Canoagem
- Fútbol
- Futsal
- Handebol
- Lucha olímpica
- Tae kwon del
- Tenis
- Tiro al Prato
- Triatlón
- Voleibol

Asociación UCS - CIDeF: La inclusión social del deficiente físico a través del deporte
- Baloncesto sobre Ruedas - CIDeF
- Canoagem Adaptada - CIDeF
- Lucha de brazo - CIDeF
- Tenis de Mesa Adaptado - CIDeF

## Sistema de Bibliotecas
La Universidad de Caxias del Sur posee uno de los mayores acervos bibliográficos de América Latina, compuesto por más de 1.000.000,00 de ejemplares. Todo acervo de la universidad es distribuido en 12 bibliotecas existentes en los campi de la institución.

## Programa de Lenguas Extranjeras - PLE
El Programa de Lenguas Extranjeras promueve y ofrece el aprendizaje de diferentes idiomas, las diferentes públicos: adolescente, adulto y tercera edad. Oferta programas regulares de enseñanza, con periodos lectivos semestrales, en los idiomas:

### Cursos Regulares
- Alemán - Caxias del Sur
- Chino (Mandarín) - Caxias del Sur y Bento Gonçalves
- Español - Caxias del Sur y Guaporé
- Francés - Caxias del Sur
- Inglés - Caxias del Sur, Canela y Guaporé
- Italiano - Caxias del Sur
- Japonés - Caxias del Sur
- Latín - Caxias del Sur
- Ruso - Caxias del Sur

### Cursos Especiales
- Alemán, Español, Italiano e inglés para la mejor edad;
- Redacción comercial en lengua la distancia;
- Inglés para proficiência de máster y doctorado;
- Inglés para Telefonistas;
- Inglés para adolescentes.

## Centro Tecnológico Universidad de Caxias del Sur (CETEC)
El CETEC es una escuela de enseñanza media y profesional, mantenida por la Fundación Universidad de Caxias del Sur, con unidades de enseñanza en Caxias del Sur (sede), Bento Gonçalves y Veranópolis.
Creado en 1995, bajo la chancela de una institución de enseñanza superior, el CETEC viene trabajando en el sentido de consolidarse como institución de excelencia en educación de jóvenes, a través de una propuesta educacional que alía una sólida base de educación general a la formación para el trabajo, integrando enseñanza media de calidad y cursos técnicos, que tanto preparan el joven para ingresar en la universidad, como lo habilitan a iniciar una actividad profesional en el área técnica.
Para concretar su propuesta educativa, el CETEC sigue una directriz filosófica y un currículo especialmente elaborados para el joven contemporáneo, que está en búsqueda de conocimientos, cualificaciones y autonomía intelectual y ética y que necesita, por lo tanto, de orientación, incentivo y apoyo para realizar con éxito esa etapa de su formación.
En el CETEC, el joven es desafiado a explorar, al máximo, su capacidad de aprender, priorizando el estudio y la investigación en su proceso de aprendizaje. ES incentivado a desarrollar sus cualificaciones personales, intelectuales y sociales, llamando para sí la responsabilidad por su proceso de formación. Es provocado a investigar, analizar y proponer, teniendo como referencia un código de principios y valores éticos. ES estimulado a interaccionar y construir, colectivamente, ideas, proyectos y conocimientos, aprendiendo a respetar las diferencias y valorar el bien común. ES orientado y amparado a asumir responsabilidades y planear su camino rumbo a la madurez, construyendo su identidad, haciéndose un ciudadano preparado para intervenir de manera positiva y transformadora en la sociedad.
Como factor esencial para el desarrollo de su propuesta, el CETEC mantiene un cuerpo docente formado por profesores con diversas experiencias académicas y profesionales, con diferentes titulaciones, capacitados a actuar como intermediadores del proceso de desarrollo del alumno.
La localización de las escuelas dentro de los campi universitarios es más un diferencial de calidad del CETEC. Biblioteca, museo, laboratorios, ginásios, manzanas deportivas, piscina, teatro y cine son parte de la estructura física de la Universidad franqueada al alumno del CETEC, que puede, así, usufructuar de los resultados de la producción intelectual, cultural y científica propias del ambiente universitario.